# Ytteråkerö
Ytteråkerö is een plaats in de gemeente Leksand in het landschap Dalarna en de provincie Dalarnas län in Zweden. De plaats heeft 52 inwoners (2005) en een oppervlakte van 9 hectare. De plaats ligt aan de rivier de Österdalälven, tussen het meer Siljan en het meer (eigenlijk verbreed stuk van de Österdalälven) Insjön in.

## Verkeer en vervoer
Bij de plaats loopt de Riksväg 70.
Door de plaats loopt een spoorlijn.